# 機能水
機能水（きのうすい、functional water）とは、日本機能水学会（日本学術会議協力学術研究団体）の定義によれば、「人為的な処理によって再現性のある有用な機能を付与された水溶液の中で、処理と機能に関して科学的根拠が明らかにされたもの、及び明らかにされようとしているもの」とされている。専用の装置によって作られるとされているが、実態は不明なものもある。非科学的な商品もあり、表示上は単なる飲料水（ミネラルウォーターなど）として販売されているものもある。
また、「機能水」は財団法人機能水研究振興財団により商標登録された用語でもある（1998年2月27日登録　第4117839号）。
殺菌に使用される次亜塩素酸水（酸性電解水）は殺菌用途に限り科学的に根拠があり、2002年6月10日に食品添加物として認められている(官報第3378　厚生労働省令第75号　厚生労働省告示第212号　食基発第0610001号厚生労働省医薬局食品保健部基準課長通知(2002年6月10日)　食安発0426第1号厚生労働省医薬食品局食品安全部長通知(2012年4月26日））。
2017年10月20日、次亜塩素酸水を生成する装置について「JIS B 8701　次亜塩素酸水生成装置」が制定された。
機能水に関する研究報告は、様々な学術誌にて取り上げられている。なかでも、日本機能水学会発行「機能水研究」がその中心的役割を担っている。

## 由来と発展
機能水という言葉は、1993年に設立された一般財団法人機能水研究振興財団が使い始めた。同財団では機能水シンポジウムを毎年開催し、8回開催の後、機能水医療研究（1992年～2002年）、ウォーター研究会（1994年～）、関西ウォーター研究会（1999年～）、日本口腔機能水学会（1994年～）などが合流する形で、2002年に日本機能水学会が発足し、科学的な基礎研究と応用研究が活発に行われている。また、2010年に中国・韓国・日本の研究者が中心となったCKJフォーラムが発足した。

## 機能水の種別
機能水を評価するキーワードは、物性（性状）、有効性、安全性である。これらを踏まえ、様々な機能水といわれるものを整理すると以下のようになる。
| 公認されているもの                                                                            | 研究途上のもの                                                         | 科学的証拠が不十分なもの                                                             |
| --------------------------------------------------------------------------------------------- | ---------------------------------------------------------------------- | ------------------------------------------------------------------------------------ |
| 電解水（アルカリイオン水、酸性電解水=次亜塩素酸水、電解次亜水）、オゾン水、亜臨界水、超臨界水 | ファインバブル水（マイクロバブル水、ナノバブル水）、海洋深層水、水素水 | 磁気処理水、赤外線処理水、音波処理水、セラミック処理水、パイウォーター（商品名）など |

一般財団法人機能水研究振興財団のように健康や衛生の保持・促進に寄与すると期待される電解水を中心に機能水を社会福祉の向上に役立てることを目的とした団体では、アルカリイオン水や酸性電解水（強酸性、弱酸性、微酸性）、電解次亜水などの電解水について健全な知識の普及を進めている。一方、工業調査会が発刊する著作では超純水や超臨界水などが工業的な洗浄液として使用されていることが紹介されている。
機能水が科学的・技術的及び社会的に信用されるためには、製造と機能に関する科学的エビデンスが重要である。
製造に関して、1.生成原理、2.装置規格（数値）、3.生成水規格（数値）、4.公的第三者機関による検証。
機能に関して、1.再現性あるデータ、2.機能基盤、3.簡便なモニター法、4.公的第三者機関による検証。
また、国の認可を得るためには、品質（物性・規格）、有効性、安全性（機器および生物）に関する審議が行われる。

## 市場と規模
厚生労働省の平成25年薬事工業生産動態統計年報によるとアルカリイオン整水器（家庭用医療用物質生成器）の国内出荷額は75億3200万円である。

## 様々な機能水

### 公認されているもの
アルカリイオン水
アルカリイオン整水器（家庭用電解水生成器JIS T 2004）により生成されるpH9～10の飲用電解水である。継続飲用で胃腸症状改善効果（胃もたれ、膨満感、下痢・便秘症状など）が公認されている。生成装置は家庭用医療機器であり、連続式電解水生成器と貯槽式電解水生成器がある。
強アルカリ性電解水
強酸性電解水を作成する際、陰極側から生成されるpH10.5～11.5の電解水である。油脂の乳化やタンパク質の分解など有機物汚れの除去に優れており、次亜塩素酸水と併用した床の消毒（洗浄）や手指の消毒（洗浄）に使用される。また、消化器内視鏡の洗浄消毒装置として強アルカリ性電解水を洗浄水に用いた装置が認可されている。
酸性電解水（次亜塩素酸水）
塩化ナトリウム水や塩酸水を電気分解することで陽極側にできるpH6.5以下の電解水を総称して酸性電解水(次亜塩素酸水)と呼ぶ。広範な病原細菌（MRSAなどの薬剤耐性菌や食中毒菌を含む）やウイルス（インフルエンザウイルスやノロウイルスなど）に強い殺菌・不活化活性を示し、医療、歯科、食品あるいは農業など多様な分野で有効活用が広がっている。
強酸性電解水は塩化ナトリウム水を電気分解することで生成されるpH2.2～2.7の電解水である。2002年に強酸性次亜塩素酸水という名称で食品添加物に指定された。強酸性電解水生成装置は個別に薬事認可申請が行われ、これまでに次の用途を目的とした装置が医療用具（薬事法改正に伴い、医療機器製造販売承認）として認可されている：　「手指洗浄消毒」（1996年）、「内視鏡洗浄消毒」(1997年)。
微酸性電解水は塩酸水または塩酸/塩化ナトリウム混合液を電気分解することで生成されるpH5～6.5の電解水で、微酸性次亜塩素酸水という名称で食品添加物に指定されている(2002年と2012年改正)。
弱酸性電解水は塩化ナトリウム水を電気分解することで生成されるpH2.7～5.0の電解水で、2012年に弱酸性次亜塩素酸水という名称で食品添加物に指定された。（次亜塩素酸水参照)
電解次亜水
塩化ナトリウム水を電気分解して生成するpH7.5以上のアルカリ性電解水で、1999年に次亜塩素酸ナトリウム 希釈液と同等とみなす通知が厚生労働省から出された（衛化第31号　厚生省生活衛生局食品科学課長通知　1999年6月25日)。
オゾン水
オゾン(O3)が溶解した水をオゾン水と呼び、製法としてオゾンガス溶解法や電気分解法がある。広範な微生物殺菌、脱臭、脱色などの性能を示す。オゾン水を用いた消化器内視鏡の洗浄消毒器が認可されている。
超臨界水・亜臨界水
超臨界水は水の臨界温度（374℃）以上、臨界圧力（22.1MPa）以上の高温高圧の濃い水蒸気である。
亜臨界水は、水の臨界温度以上で臨界圧力以下の高温中圧の水蒸気と、水の臨界温度以下で飽和水蒸気圧以上の中温中圧の液体水のことである。水が亜臨界状態になると、加水分解能力や反応溶媒としての効果が大きくなり、有機物分解や物質抽出の高い機能性を示す。

### 研究途上のもの
ファインバブル水（マイクロバブル水、ナノバブル水）
マイクロバブル水加圧溶解(加圧-減圧)法または気液2相流旋回法などによって、水中で直径50μm以下のマイクロバブルを発生させた状態の水。通常の気泡は水中を上昇して表面で破裂して消えるが、マイクロバブルは水中で縮小しながら最終的に完全に溶解する。
ナノバブル水電解質の入った水中でマイクロバブルを発生させ、発生させたマイクロバブルを強制的に圧壊させた状態の水。ナノバブルは極めて長期間にわたって安定化した存在となる。ナノバブルを測定する方法として、動的光散乱光度計、電子スピン共鳴法(ESR)などがある。
微細な気泡が液体中に安定的に溶存するファインバブルは、生育促進、洗浄、殺菌、機能封入など固有の新機能を発現し、広範囲の産業応用が期待されている一方、健康に対する影響は未解明な部分が多い。

## 医療
日本透析医学会では、2003年第48回学会にて透析医療への電解水の応用が紹介され、2014年第59回学会では「透析医療における電解機能水の有用性と将来性」というワークショップで新しい応用が報告された 。
歯科分野では日本口腔機能水学会が設立されている。歯科臨床において殺菌や歯科治療への応用についてまとめられた医学書も出版されている。